# Hieracium mathewsii
Hieracium mathewsii es una especie de planta con flor del género Hieracium, de la familia Asteraceae, orden Asterales.

## Distribución
Hieracium mathewsii se distribuye por Perú.

## Taxonomía
Fue descrita científicamente por Arv.-Touv.